# 斜紋真蠍鿳

斜紋真蠍鿳（學名：Neatypus obliquus）又作斜紋真蠍舵魚，為輻鰭魚綱日鱸目鯻亞目細刺魚科的其中一種，也是真蠍鿳屬的唯一物種，傳統上屬於鱸形目鱸亞目舵魚科。
分布於澳洲南部海域，棲息深度可達60公尺，體略呈橢圓形，頭較窄而體寬，體色以銀白色為底，頭部至尾柄具7-8條鑲黑色邊緣的黃色斜條紋，魚鰭皆為黃色，尾鰭略凹，體長可達22公分，棲息在礁岩區，以底棲性無脊椎動物及浮游生物為食，可做為觀賞魚。